# Vellottamparappu
Vellottamparappu è una suddivisione dell'India, classificata come town panchayat, di 8.129 abitanti, situata nel distretto di Erode, nello stato federato del Tamil Nadu. In base al numero di abitanti la città rientra nella classe V (da 5.000 a 9.999 persone).

## Geografia fisica
La città è situata a 11° 13' 32 N e 77° 51' 46 E.

## Società

### Evoluzione demografica
Al censimento del 2001 la popolazione di Vellottamparappu assommava a 8.129 persone, delle quali 4.078 maschi e 4.051 femmine. I bambini di età inferiore o uguale ai sei anni assommavano a 615, dei quali 324 maschi e 291 femmine. Infine, coloro che erano in grado di saper almeno leggere e scrivere erano 5.194, dei quali 3.076 maschi e 2.118 femmine.